# شهرستان آبوتا، هوکایدو

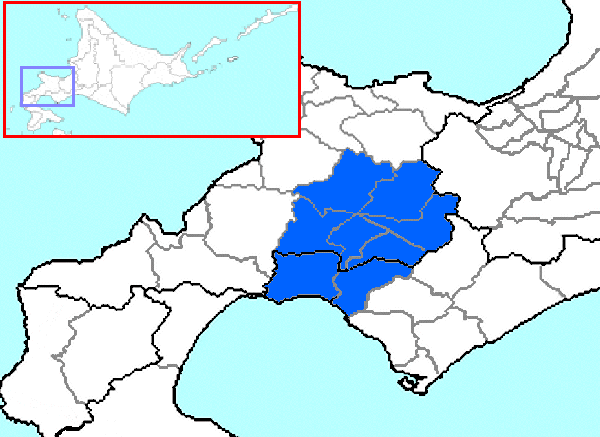

شهرستان آبوتا، هوکایدو (به ژاپنی: 虻田郡 Abuta-gun) یکی از شهرستان‌های ژاپن است که در هوکایدو در ژاپن واقع شده است.